# Societat Espanyola D'Excel·lència Acadèmica
La Societat Espanyola d'Excel·lència Acadèmica (SEDEA) és societat científica espanyola dedicada a l'excel·lència acadèmica i a l'impuls del talent.
Va ser fundada l'any 2019 i té per objectiu identificar i acreditar als millors graduats universitaris d'Espanya i posar en valor el seu talent.
Entre les seves funcions l'any 2019 SEDEA va crear el Rànquing Nacional dels Millors Graduats d'Espanya per a reconèixer als millors graduats del país en cada disciplina acadèmica. Els candidats són seleccionats per un comitè de més de 30 catedràtics, investigadors i experts en cada àrea de coneixement, classificant als diplomats més brillants de cada titulació amb una avaluació curricular multi-paramètrica. La nota mitjana final de l'expedient acadèmic és el factor amb més pes específic en la valoració final. No obstant això, es tenen en compte més factors: matrícula d'honor en Batxillerat, premi extraordinari de Batxillerat, haver obtingut el Premi Extraordinari de Fi de Carrera, premis o distincions reeixides, beques internacionals o de col·laboració, concursos o certàmens de caràcter acadèmic, idiomes, realització de cursos, participació en congressos, ponències en congressos, publicacions, representació estudiantil, voluntariats, compromís social i en general qualsevol altre mèrit de caràcter acadèmic.